# Nová Ves (ort i Tjeckien, Södra Mähren)
Nová Ves är en ort i Tjeckien.   Den ligger i regionen Södra Mähren, i den sydöstra delen av landet, 180 km sydost om huvudstaden Prag. Nová Ves ligger 271 meter över havet och antalet invånare är 712.
Terrängen runt Nová Ves är platt åt sydväst, men åt nordost är den kuperad. Runt Nová Ves är det ganska tätbefolkat, med 172 invånare per kvadratkilometer. Närmaste större samhälle är Oslavany, 2,5 km nordost om Nová Ves. Trakten runt Nová Ves består till största delen av jordbruksmark.